# Europacup II 1991/92
De 32ste editie van de Beker der Bekerwinnaars werd gewonnen door het Duitse Werder Bremen in de finale tegen AS Monaco. Het zou de laatste keer zijn dat er een team aantrad voor de Sovjet-Unie en de DDR. Door de oorlog in Joegoslavië zou het tot 1995 duren vooraleer er weer een Joegoslavisch team zou meedoen. Vanaf 1992/93 deed Slovenië al mee, dat was het enige land waar de onafhankelijkheid vreedzaam verliep.

## Voorronde
| Team #1       | Tot.  | Team #2           | 1ste wed | 2de wed |
| ------------- | ----- | ----------------- | -------- | ------- |
| SV Stockerau  | 0 - 2 | Tottenham Hotspur | 0 - 1    | 0 - 1   |
| Galway United | 0 - 7 | Odense BK         | 0 - 3    | 0 - 4   |

## Eerste ronde
| Team #1                    | Tot.     | Team #2              | 1ste wed | 2de wed     |
| -------------------------- | -------- | -------------------- | -------- | ----------- |
| Fyllingen Bergen           | 2 - 8    | Atlético de Madrid   | 0 - 1    | 2 - 7       |
| Athinaikos                 | 0 - 2    | Manchester United    | 0 - 0    | 0 - 2(n.v.) |
| GKS Katowice               | 3(u) - 3 | Motherwell FC        | 2 - 0    | 1 - 3       |
| Omonia Nicosia             | 0 - 4    | Club Brugge          | 0 - 2    | 0 - 2       |
| FC Bacău                   | 0 - 11   | Werder Bremen        | 0 - 6    | 0 - 5       |
| Levski Sofia               | 3 - 7    | Ferencvárosi TC      | 2 - 3    | 1 - 4       |
| BSG Stahl Eisenhüttenstadt | 1 - 5    | Galatasaray SK       | 1 - 2    | 0 - 3       |
| Odense BK                  | 1 - 4    | FC Baník OKD Ostrava | 0 - 2    | 1 - 2       |
| Glenavon FC                | 4 - 4(u) | Ilves FC             | 3 - 2    | 1 - 2       |
| CSKA Moskou                | 2 - 2(u) | AS Roma              | 1 - 2    | 1 - 0       |
| IFK Norrköping             | 6 - 1    | Jeunesse Esch        | 4 - 0    | 2 - 1       |
| Swansea City               | 1 - 10   | AS Monaco            | 1 - 2    | 0 - 8       |
| Valur Reykjavík            | 1 - 2    | FC Sion              | 0 - 1    | 1 - 1       |
| Partizan Tirana            | 0 - 1    | Feyenoord Rotterdam  | 0 - 0    | 0 - 1       |
| Hajduk Split               | 1 - 2    | Tottenham Hotspur    | 1 - 0    | 0 - 2       |
| Valletta FC                | 0 - 4    | FC Porto             | 0 - 3    | 0 - 1       |

## Tweede ronde
| Team #1            | Tot.            | Team #2              | 1ste wed | 2de wed     |
| ------------------ | --------------- | -------------------- | -------- | ----------- |
| Atlético de Madrid | 4 - 1           | Manchester United    | 3 - 0    | 1 - 1       |
| GKS Katowice       | 0 - 4           | Club Brugge          | 0 - 1    | 0 - 3       |
| Werder Bremen      | 4 - 2           | Ferencvárosi TC      | 3 - 2    | 1 - 0       |
| Galatasaray SK     | 2(u) - 2        | FC Baník OKD Ostrava | 0 - 1    | 2 - 1       |
| Ilves FC           | 3 - 6           | AS Roma              | 1 - 1    | 2 - 5       |
| IFK Norrköping     | 1 - 5           | AS Monaco            | 1 - 2    | 0 - 3       |
| FC Sion            | 0 - 0(3-5 n.p.) | Feyenoord Rotterdam  | 0 - 0    | 0 - 0(n.v.) |
| Tottenham Hotspur  | 3 - 1           | FC Porto             | 3 - 1    | 0 - 0       |

## Kwartfinale
| Team #1             | Tot.     | Team #2           | 1ste wed | 2de wed |
| ------------------- | -------- | ----------------- | -------- | ------- |
| Atlético de Madrid  | 4 - 4(u) | Club Brugge       | 3 - 2    | 1 - 2   |
| Werder Bremen       | 2 - 1    | Galatasaray SK    | 2 - 1    | 0 - 0   |
| AS Roma             | 0 - 1    | AS Monaco         | 0 - 0    | 0 - 1   |
| Feyenoord Rotterdam | 1 - 0    | Tottenham Hotspur | 1 - 0    | 0 - 0   |

## Halve Finale
| Team #1     | Tot.     | Team #2             | 1ste wed | 2de wed |
| ----------- | -------- | ------------------- | -------- | ------- |
| Club Brugge | 1 - 2    | Werder Bremen       | 1 - 0    | 0 - 2   |
| AS Monaco   | 3(u) - 3 | Feyenoord Rotterdam | 1 - 1    | 2 - 2   |

## Finale
| Team #1   | Uitsl. | Team #2       |
| --------- | ------ | ------------- |
| AS Monaco | 0 - 2  | Werder Bremen |